# Clytellus fulgidus
Clytellus fulgidus là một loài bọ cánh cứng trong họ Cerambycidae.